# Streetskating
Streetskating er en form for skating, hvor man skater på gaden og bruger omgivelserne til at udføre tricks, frem for traditionelle skateboardramper. I stedet kan man bruge eksempelvis et gelænder på en trappe til at udføre sine tricks.
| Sport | Spire Denne artikel om sport er en spire som bør udbygges. Du er velkommen til at hjælpe Wikipedia ved at udvide den. |